# Paul Vibert (homme de lettres)
Pour les articles homonymes, voir Vibert.
Paul-Edmond-Celestin Vibert, dit Paul Théodore-Vibert, né le 18 février 1851 à Paris et mort le 3 mai 1918 dans cette même ville, est un journaliste, économiste, politicien et écrivain français.

## Biographie

### Vie privée
Célestin Edmond Paul Vibert est le fils de Claude Théodore Vibert (1825-1885) et de Divine Edma Coutant. 
Du côté maternel, Paul Vibert appartient à une ancienne famille picarde du département de l'Aisne. Il écrira en 1912 un ouvrage intitulé Pierre Leleu du nom de son arrière grand-père maternel pour raconter l'histoire du département de l'Aisne il y a un siècle. Son père, Claude Théodore Vibert, était homme de lettres ayant écrit une épopée en douze chants de 12 000 vers Les Girondins, des poèmes et des essais historiques que son fils Paul publia après le décès de son père intervenu en 1885.
Il épouse Julia Auguste. 
Il est mort à son domicile parisien de la rue Faraday à l'âge de 67 ans.

### Carrière de journaliste
Paul Vibert est rédacteur financier pour Le XIXe siècle pendant sept ans puis rédacteur au Petit Journal, pour L'Ouest républicain et Le Glaneur Savenaisien. Paul Vibert devient[Quand ?] rédacteur en chef et directeur politique du quotidien Grand National après avoir été secrétaire de rédaction puis rédacteur en chef du Sonnestiste, recueil poétique et littéraire. C'est un journaliste avec des qualités d'économiste, attaché au ministère de la Marine et des Colonies. Il donne de nombreuses conférences d'économie politique de son point de vue républicain et radical socialiste, dont il tire un recueil La Concurrence étrangère (Paris, Bayle, 1887, in-8).

### Carrière d'économiste
Paul Vibert se spécialise dans la politique coloniale jusqu'à donner des conférences sur ce sujet. Il est connu pour ses positions anti-cléricales, notamment par rapport à la politique en Haïti.
Il donne également plus de deux mille conférences sur l'économie agricole notamment dans les provinces du Nord et dans les grandes villes de Picardie, d'Artois et de Flandre, dont les thèmes portent sur les vins et alcools, les transports ou les Musées commerciaux,.
Toutes ses conférences et ses voyages professionnels donnent lieu à la rédaction d'ouvrages relatant son analyse d'économiste sur de nombreux sujets de société. Une grande partie est regroupée dans un ensemble intitulé Nouvelles philosophiques.
Le jury de l'exposition universelle de 1900 lui décerne une mention honorable pour son « infatigable activité d'économiste et de polygraphe ».

### Carrière politique
En 1891, Paul Vibert est candidat aux élections législatives dans le XIIIe arrondissement de Paris et aux élections sénatoriales dans l'Hérault, se désistant en faveur du candidat républicain qui obtenait le plus de voix. Il est secrétaire-général de la Société des études coloniales et maritimes, président de l'Association nationale de topographie et président des aérostiers civils de la Seine. 
Il est candidat malheureux à la députation d'Alger en 1898 face à Édouard Drumont, se présentant comme républicain radical-socialiste.
Il défend des positions socialistes et une colonisation humaniste. Il présente l'Église comme une force antiprogressiste, antirépublicaine et antipatriotique.

### Carrière littéraire
Sa carrière d'homme de lettres commence par un poème Sonnets parisiens dont il tire plus tard une traduction en sonnets italiens. Au théâtre, Paul Vibert donne L'Affairé, traduction du texte de Ludvig Holberg. Il écrit son premier roman à 18 ans, Le Péché de la baronne, Idylles normandes qu'il publie en 1885 précédé d'une Préface à M. Émile Zola qui constitue un véritable manifeste littéraire. Il écrit ensuite pour la presse. 
À cinquante ans, il revient à la littérature et débute la publication d’une série de recueils d’articles précédemment publiés dans divers journaux, qui mêlent des souvenirs, des anecdotes, des faits fantaisistes et des élucubrations scientifiques.

## Ouvrages

### De nature économique
- La démocratie impériale, 1874
- La Concurrence Étrangère : thèmes de conférences, 1887
- L’extinction du Paupérisme
- Le Musée Commercial, 1889
- Les Panoramas Géographiques de Paris, 1890
- L’Électricité à la porte des Gens du Monde, 1892
- La République d’Haïti, 1895
- La Concurrence Étrangère : les transports par terre et par mer, 1896
- La Concurrence Étrangère : la philosophie de la colonisation, 1906
- La Nouvelle France catholique, une page d’histoire contemporaine dans le nouveau monde, 1908
- Visite de la presse française au lac de Garde et à l’Italie du Nord et Centrale, 1911
- Pierre Leleu, le département de l’Aisne il y a un siècle, 1912
- Situation économique de l’Amérique Centrale
- Exploration aux Antilles
- Les industries Nationales
- Conférence sur les transports en commun dans Paris
- Les Transports par Terre et par Mer
- Causeries agricoles
- La colonisation pratique et comparée
- Les Colonies Françaises
- Les Colonies Étrangères
- La Philosophie de la Colonisation

### De nature poétique
- Sonnets Parisiens, 1880
- Dizain de sonnets, 1875-1878
- Ludvig Holberg (trad. Paul Vibert et Alfred Flinch), L’Affairé, 1884

### De nature romanesque ou historique
- Arsène Thévenot, sa vie, ses œuvres, étude biographique, 1877
- Affaire Sardou, mémoire à la presse, 1880
- Le Péché de la baronne, idylles normandes, 1885 (lire en ligne)
- Mon Berceau : histoire anecdotique, pittoresque & économique du premier arrondissement, 1893
- Silhouettes Contemporaines, les hommes de mon temps, 1900

### Recueils d’articles
- Pour lire en automobile : nouvelles fantastiques, 1901 (lire sur Wikisource)
- Pour lire en bateau-mouche : nouvelles surprenantes, 1905
- Pour lire en ballon : nouvelles sentimentales, 1907
- Pour lire en traîneau : nouvelles entraînantes, 1908 (lire sur Wikisource)
- Pour lire en sous-marin : nouvelles enivrantes, 1914
- Pour lire en aéroplane : La France inconnue et pittoresque à vol d’oiseau, 1915

## Distinction
- Chevalier de la Légion d'honneur, 1913[12].